# Licence propriétaire
La notion de licence propriétaire ou licence privative
désigne toute licence qui n'est pas une licence libre.
L'apparition de cette distinction est donc liée à l'histoire de la culture libre.
Plus explicitement, une licence est dite propriétaire ou privative si les conditions d'utilisation qu'elle définit entravent un des droits donnés par les licences libres, à savoir utiliser, étudier, modifier, dupliquer ou diffuser l'œuvre sur laquelle porte la licence.
La cession restreinte de droits d'utilisation par un contrat de licence utilisateur final (CLUF) qui comportent de telles contraintes est à l'origine du modèle d'activité de nombreux éditeurs de logiciels propriétaires, labels, maisons d'édition, de distributeur cinématographique… 
L'achat de telles licences ne correspond pas à l'achat d'une œuvre, l'acquisition
concerne un droit d'utilisation limité au cadre établi par la licence, le transfert de propriété n'existant qu'en cas de vente du droit d'auteur (brevet, etc.) associé.

## Non-libre, propriétaire, privateur, commercial ou propre: plusieurs termes pour une même réalité

Schéma de classification des licences (les surfaces n'y sont pas proportionnelles à l'usage).

Les termes « propriétaire » ou « non-libre » sont les premiers termes qui furent utilisés[réf. nécessaire] dans les communautés francophones du libre pour désigner les licences dont l'utilisation demande de consentir à des interdictions de partage ou d'utilisation, définies par les ayants droit.
En réaction[réf. nécessaire] les négociants de telles licences ont employé le terme de « commercial », pour mettre en avant la cession d'une partie restreinte de leurs privilèges par des échanges monétaires. Les œuvres sous licences libres peuvent cependant également être vendues. L'usage de ce terme est donc une synecdoque, qui en désignant une partie pour le tout, mène à une affirmation erronée, excluant une partie du tout.
Le terme « privateur », plus récent[réf. nécessaire], est principalement employé par les personnes voulant insister sur la privation de libertés auxquelles l’utilisateur (c'est-à-dire la personne qui accède à l'œuvre ou en fait un usage quelconque) est soumis. Il fait donc partie du vocabulaire des personnes particulièrement attachées aux valeurs morales d'équité que sous-tend le mouvement du libre, tel que Richard Stallman. Il faut cependant noter que la privation n'est pas due aux licences mais aux lois de « propriété intellectuelle » (droit d'auteur, copyright, brevet, …) qui confèrent un monopole d'utilisation aux titulaires des privilèges.
Le terme « propre » est uniquement utilisé dans un cadre académique par certains linguistes qui considèrent que la licence est la propriété d'un éditeur ou d'une marque et qui s'oppose à toute remise en question sur l'état de possédant et de possédé. L'adjectif « propre » fait ici référence à la possession ( « ce que je possède en propre », « ma propre famille », « la propre licence de l'éditeur »).
L’appellation propriétaire est actuellement[Quand ?] la plus largement répandue[réf. nécessaire] pour désigner une licence qui n’est pas une licence libre.

## Licence et droit d'auteur
Les conditions d'utilisation d'une licence d'exploitation d'une œuvre relèvent du droit d'auteur.
En conséquence, un citoyen ne peut légalement utiliser une œuvre que dans le respect des lois sur la propriété intellectuelle. Dans la plupart des cas, l'auteur d'une œuvre reste titulaire des droits[Lesquels ?] que la loi lui confère sur l'œuvre. Lorsque les auteurs sont salariés, les droits patrimoniaux sont dans certains cas directement attribués à l'entreprise par la loi[réf. nécessaire] (l'employeur n'a pas besoin de se les faire céder), notamment dans le cas des logiciels.
Les œuvres propriétaires et la plupart des œuvres libres ont un ou plusieurs propriétaires et sont couverts par le droit d'auteur. Seules les œuvres dans le domaine public n'ont pas de propriétaire.

## Principes
Le terme « propriétaire » fait référence au fait que l'auteur garde le contrôle sur les droits de propriété et d'usage d'une œuvre.

### Le propriétaire: accumuler et conserver les droits sur des informations publiques
Tous termes relatifs à des notions de vente ou d'achat d’une licence propriétaire signifient « cession de droits d'utilisation de l'œuvre soumise à un monopole d'exploitation » et ne signifient pas « transfert de titularisation du monopole sur l'œuvre ». En conséquence, l'œuvre propriétaire reste soumise au monopole de l'actuel détenteur, personne physique ou morale ; et l'auteur conserve les privilèges accordés par le droit d'auteur, notamment le monopole de la copie.
L'auteur, ou l'ayant droit, publie l'œuvre dans la sphère publique en imposant les restrictions qu'il définit arbitrairement dans le cadre du droit d'auteur. Par exemple en France, il ne peut pas complètement interdire – mais peut imposer l'obtention d'une licence payante – l'usage dans le cercle familial, ou à titre pédagogique. Un autre cas qu'il ne peut contractuellement imposer dans de nombreux pays est celui de la rétro-ingénierie d'une œuvre technique, comme un logiciel, notamment en vue de rendre possible l'interopérabilité de systèmes.
Il n'est cependant pas rare de croiser de telles clauses dans les licences propriétaires, mais elles sont nulles dans les pays dont la loi ne les permet pas. À noter que le renoncement à ce genre de possibilité nécessite un accord explicite ; c'est pour cela que l'on parle d'un « contrat de licence » plutôt que d'une simple licence.
Pour accéder au droit d'utiliser une œuvre propriétaire, l’utilisateur de
l'œuvre doit généralement accepter un contrat d'utilisation, dans lequel il
s’interdit de copier tout ou partie de l'œuvre, et également de la transcrire dans un autre langage.

### Le libre: partager les droits sur des informations publiques
Une licence propriétaire se distingue donc d'une licence libre, car elle ne garantit pas l'ensemble des quatre libertés d'une licence libre :
- le droit d'utiliser l'œuvre pour n'importe quel usage ;
- la possibilité d'étudier l'œuvre (pour cela, il est nécessaire d'avoir accès au code source) ;
- le droit de copier ou de redistribuer l'œuvre ;
- le droit de modifier et de distribuer des versions modifiées de l'œuvre.

Une œuvre est donc propriétaire lorsque son auteur décide de publier en
interdisant :
- d'utiliser l'œuvre pour d'autres usages que ceux pour lesquels il a acquis les droits ;
- d'étudier l'œuvre ;
- de copier et de redistribuer des copies de l'œuvre ;
- de modifier l'œuvre.

## Historique
La restriction du partage et de l'usage d'œuvres de l'esprit a existé de tout temps[réf. nécessaire] sous de nombreuses formes (censure, ésotérisme[Interprétation personnelle ?], etc.), mais la volonté de contrôler l'usage d'œuvres publiquement accessibles[style à revoir] s'est développée au XVe avec l'introduction de l'imprimerie en Europe[réf. nécessaire]. Celle-ci permet de produire de nombreuses copies à moindre coût.
Les corporations d'imprimeurs obtiennent alors des monopoles[Passage problématique] sur les œuvres qu'ils publient. Elles sont accordées par les rois[Passage problématique] pour une durée de 7 à 15 ans à compter de la première publication[réf. nécessaire], empêchant ainsi toute concurrence[Interprétation personnelle ?].
Avec[style à revoir] les révolutions[Lesquelles ?] du XVIIIe, les bourgeois font abolir les privilèges, y substituant des droits rendant en théorie tous les hommes égaux, mais qui pratiquement[style à revoir] bénéficie surtout[Interprétation personnelle ?] à la bourgeoisie et ses capitaux. Ainsi du « privilèges d'imprimeur » on passe au[Où ?] « droit d'auteur », en étendant au passage sa validité jusqu'à 30 ans après la mort de l'auteur[réf. nécessaire].
Le droit d'auteur ne cesse alors de s'étendre tant dans la durée des monopoles[Passage problématique] (actuellement[Quand ?] 70 ans après la mort de l'auteur en France) que dans les domaines où il s'applique à mesure[style à revoir] des progrès techniques facilitant la reproduction des œuvres (photographie, phonographie, cinématographie, logiciel, etc.).[réf. souhaitée]
Mais le progrès technique va finalement[Passage problématique] rendre la copie à peu de frais accessible au public lui-même, notamment avec les ordinateurs individuels, ainsi que simplifier le partage des œuvres via le réseau internet.
Les fortunes[style à revoir] facilement[Interprétation personnelle ?] bâties sur l'exploitation des monopoles sur les œuvres n'appréciant pas cette nouvelle concurrence, investissent de plus en plus agressivement[Interprétation personnelle ?] en vue de renforcer ces monopoles, que ce soit en faisant du lobbying auprès des législateurs[Lesquels ?] (aboutissant à des textes comme EUCD, DADVSI, HADOPI, ACTA…) ou en lançant des campagnes[Lesquelles ?] visant à faire assimiler la copie d'œuvres publiques à un acte barbare[réf. nécessaire] comparable à la piraterie.
En parallèle le concept[Passage problématique] de licence libre s'est développé, d'abord informellement[réf. nécessaire] dans la sphère des scientifiques travaillant sur la conception des premiers ordinateurs. Il s'agit en fait[Interprétation personnelle ?] là du principe qui prévaut dans la communauté scientifique, les chercheurs partagent leurs idées. Puis avec le développement de l'informatique grand public, certains éditeurs ont commencé à vendre séparément des logiciels sous des conditions restrictives. Le libre fait alors l'objet d'une première formalisation avec la Licence publique générale GNU, le projet GNU et la Free Software Foundation (FSF).
Ainsi par opposition aux libertés qu'il pérennise[Passage problématique], le libre définit la licence propriétaire.

## Caractéristiques d'une licence propriétaire

### Pour l'auteur
L'auteur d'une œuvre propriétaire garde le contrôle de l'évolution, de la distribution et/ou de l'usage de cette œuvre.
Ce contrôle de la diffusion peut être utilisé pour maintenir un monopole sur une innovation, et donc empêcher le jeu de la concurrence. Ce contrôle de l'usage peut permettre à l'auteur d'effectuer des ventes de licences en se basant sur l'interdiction d'utiliser l'œuvre sans s'acquitter d'un montant fixé arbitrairement. Mais contrairement à la vente de biens matériels (de biens rivaux), l'auteur est toujours propriétaire de l'œuvre après la vente et peut encore pleinement jouir de son usufruit.

### Pour l'utilisateur
Cela dépend du contrat, mais l'utilisateur se voit généralement interdire la diffusion publique de l'œuvre, la modification de l'œuvre, la reproduction publique de l'œuvre (par exemple jouer un morceau dans un concert), la vente de copies de l'œuvre et une liste exhaustive d'utilisations particulières (dans un but commercial, ou pour la propagande de certaines idées, etc.).
Mais l'auteur ne peut interdire des utilisations prévus dans la loi, par exemple en France, l'auteur ne peut interdire :
- les représentations privées et gratuites effectuées exclusivement dans un cercle de famille ;
- les copies ou reproductions strictement réservées à l’usage privé du copiste et non destinées à une utilisation collective ;
- les analyses et courtes citations (sous réserve que soient indiqués clairement le nom de l’auteur et sa source) justifiées par le caractère critique, polémique, pédagogique, scientifique ou d'information de l'œuvre à laquelle elles sont incorporées ;
- les copies de revues de presse ;
- la diffusion des discours prononcés en public ;
- les reproductions d’œuvre d’art destinées à figurer dans un catalogue de vente aux enchères faite par un officier public ou ministériel ;
- la parodie, la pastiche et la caricature ;
- les actes nécessaires à l’accès au contenu d’une base de données électronique pour les besoins et dans les limites de l’utilisation prévue au contrat ;
- l'enseignement et la recherche à certaines conditions ;
- la reproduction et la représentation en vue de la consultation personnelle de personnes handicapées (par exemple la transcription en braille).

La loi DADVSI précise néanmoins que ces différentes exceptions ne peuvent pas porter atteinte à l'exploitation normale de l'œuvre ni causer un préjudice injustifié aux intérêts légitimes de l'auteur.